# هيلين بودرو
هيلين بودرو هي كاتبة للأطفال وكاتِبة كندية، ولدت في 16 يونيو 1969 في Petit-de-Grat, Nova Scotia ‏ في كندا.